# René Girard (calciatore)
René Girard (Vauvert, 3 aprile 1954) è un ex calciatore e allenatore di calcio francese, di ruolo centrocampista.
Nella stagione 2011-2012 ha portato il Montpellier alla vittoria del suo primo storico campionato francese.

## Statistiche
Statistiche aggiornate al 19 maggio 2025. In grassetto le competizioni vinte.
| Stagione           | Squadra            | Campionato         | Campionato | Campionato | Campionato | Campionato | Coppe nazionali | Coppe nazionali | Coppe nazionali | Coppe nazionali | Coppe nazionali | Coppe continentali | Coppe continentali | Coppe continentali | Coppe continentali | Coppe continentali | Altre coppe | Altre coppe | Altre coppe | Altre coppe | Altre coppe | Totale | Totale | Totale | Totale | % Vittorie | Piazzamento |
| Stagione           | Squadra            | Comp               | G          | V          | N          | P          | Comp            | G               | V               | N               | P               | Comp               | G                  | V                  | N                  | P                  | Comp        | G           | V           | N           | P           | G      | V      | N      | P      | % Vittorie | Piazzamento |
| ------------------ | ------------------ | ------------------ | ---------- | ---------- | ---------- | ---------- | --------------- | --------------- | --------------- | --------------- | --------------- | ------------------ | ------------------ | ------------------ | ------------------ | ------------------ | ----------- | ----------- | ----------- | ----------- | ----------- | ------ | ------ | ------ | ------ | ---------- | ----------- |
| nov. 1991-1992     | Nîmes              | D1                 | 21         | 4          | 8          | 9          | CF              | 2               | 1               | 1               | 0               | -                  | -                  | -                  | -                  | -                  | -           | -           | -           | -           | -           | 23     | 5      | 9      | 9      | 21,74      | Sub, 15°    |
| ott.-nov. 1994     | Nîmes              | D2                 | 6          | 0          | 0          | 6          | CF+CdL          | 0+1             | 0+0             | 0+0             | 0+1             | -                  | -                  | -                  | -                  | -                  | -           | -           | -           | -           | -           | 7      | 0      | 0      | 7      | &0,00      | Sub, Eson   |
| Totale Nimes       | Totale Nimes       | Totale Nimes       | 27         | 4          | 8          | 15         |                 | 3               | 1               | 1               | 1               |                    | -                  | -                  | -                  | -                  |             | -           | -           | -           | -           | 30     | 5      | 9      | 16     | 16,67      |             |
| 1996-1997          | Pau                | CN2                | 34         | 12         | 14         | 8          | -               | -               | -               | -               | -               | -                  | -                  | -                  | -                  | -                  | -           | -           | -           | -           | -           | 34     | 12     | 14     | 8      | 35,29      | 6°          |
| ago.-dic. 1997     | Pau                | CN2                | 15         | 4          | 7          | 4          | CF              | 1               | 0               | 1               | 0               | -                  | -                  | -                  | -                  | -                  | -           | -           | -           | -           | -           | 16     | 4      | 8      | 4      | 25,00      | Eson        |
| Totale Pau         | Totale Pau         | Totale Pau         | 49         | 16         | 21         | 12         |                 | 1               | 0               | 1               | 0               |                    | -                  | -                  | -                  | -                  |             | -           | -           | -           | -           | 50     | 16     | 22     | 12     | 32,00      |             |
| gen.-mag. 1998     | Strasburgo         | D1                 | 12         | 3          | 4          | 5          | CF+CdL          | 1+1             | 0+0             | 0+0             | 1+1             | CU                 | -                  | -                  | -                  | -                  | -           | -           | -           | -           | -           | 14     | 3      | 4      | 7      | 21,43      | Sub, 13°    |
| 2009-2010          | Montpellier        | L1                 | 38         | 20         | 9          | 9          | CF+CdL          | 1+1             | 0+0             | 0+0             | 1+1             | -                  | -                  | -                  | -                  | -                  | -           | -           | -           | -           | -           | 40     | 20     | 9      | 11     | 50,00      | 5°          |
| 2010-2011          | Montpellier        | L1                 | 38         | 12         | 11         | 15         | CF+CdL          | 1+4             | 0+3             | 0+0             | 1+1             | UEL                | 2                  | 1                  | 0                  | 1                  | -           | -           | -           | -           | -           | 45     | 16     | 11     | 18     | 35,56      | 14°         |
| 2011-2012          | Montpellier        | L1                 | 38         | 25         | 7          | 6          | CF+CdL          | 4+2             | 3+0             | 0+1             | 1+1             | -                  | -                  | -                  | -                  | -                  | -           | -           | -           | -           | -           | 44     | 28     | 8      | 8      | 63,64      | 1°          |
| 2012-2013          | Montpellier        | L1                 | 38         | 15         | 7          | 16         | CF+CdL          | 2+3             | 1+2             | 0+0             | 1+1             | UCL                | 6                  | 0                  | 2                  | 4                  | SF          | 1           | 0           | 1           | 0           | 50     | 18     | 10     | 22     | 36,00      | 9°          |
| Totale Montpellier | Totale Montpellier | Totale Montpellier | 152        | 72         | 34         | 46         |                 | 18              | 9               | 1               | 8               |                    | 8                  | 1                  | 2                  | 5                  |             | 1           | 0           | 1           | 0           | 179    | 82     | 38     | 59     | 45,81      |             |
| 2013-2014          | Lilla              | L1                 | 38         | 20         | 11         | 7          | CF+CdL          | 4+1             | 2+0             | 1+0             | 1+1             | -                  | -                  | -                  | -                  | -                  | -           | -           | -           | -           | -           | 43     | 22     | 12     | 9      | 51,16      | 3°          |
| 2014-2015          | Lilla              | L1                 | 38         | 16         | 8          | 14         | CF+CdL          | 1+3             | 0+1             | 0+1             | 1+1             | UCL+UEL            | 4+6                | 1+0                | 1+4                | 2+2                | -           | -           | -           | -           | -           | 52     | 18     | 14     | 20     | 34,62      | 8°          |
| Totale Lille       | Totale Lille       | Totale Lille       | 76         | 36         | 19         | 21         |                 | 9               | 3               | 2               | 4               |                    | 10                 | 1                  | 5                  | 4                  |             | -           | -           | -           | -           | 95     | 40     | 26     | 29     | 42,11      |             |
| ago.-nov. 2016     | Nantes             | L1                 | 15         | 3          | 4          | 8          | CF+CdL          | 0+1             | 0+1             | 0+0             | 0+0             | -                  | -                  | -                  | -                  | -                  | -           | -           | -           | -           | -           | 16     | 4      | 4      | 8      | 25,00      | Eson        |
| set.-nov. 2018     | Wydad Casablanca   | B1                 | 2          | 1          | 0          | 1          | CT              | 3               | 2               | 1               | 0               | -                  | -                  | -                  | -                  | -                  | -           | -           | -           | -           | -           | 5      | 3      | 1      | 1      | 60,00      | Sub, Eson   |
| gen.-mar. 2020     | Paris FC           | L2                 | 9          | 3          | 4          | 2          | CF              | 1               | 0               | 0               | 1               | -                  | -                  | -                  | -                  | -                  | -           | -           | -           | -           | -           | 10     | 3      | 4      | 3      | 30,00      | Sub, 17°    |
| 2020-2021          | Paris FC           | L2                 | 38+1       | 17         | 13         | 8+1        | CF              | 2               | 1               | 0               | 1               | -                  | -                  | -                  | -                  | -                  | -           | -           | -           | -           | -           | 41     | 18     | 13     | 10     | 43,90      | 6°          |
| Totale Paris FC    | Totale Paris FC    | Totale Paris FC    | 47+1       | 20         | 17         | 10+1       |                 | 3               | 1               | 0               | 2               |                    | -                  | -                  | -                  | -                  |             | -           | -           | -           | -           | 51     | 21     | 17     | 13     | 41,18      |             |
| Totale carriera    | Totale carriera    | Totale carriera    | 381        | 155        | 107        | 119        |                 | 40              | 17              | 6               | 17              |                    | 18                 | 2                  | 7                  | 9                  |             | 1           | 0           | 1           | 0           | 440    | 174    | 121    | 145    | 39,55      |             |

## Palmarès

### Calciatore
- Campionato francese: 3

Bordeaux: 1983-1984, 1984-1985, 1986-1987
- Coppa di Francia: 2

Bordeaux: 1985-1986, 1986-1987
- Supercoppa francese: 1

Bordeaux: 1986

### Allenatore

#### Competizioni nazionali
- Campionato francese: 1

Montpellier: 2011-2012

#### Individuale
- Allenatore francese dell'anno: 1

2012